# ノートルダム・ミサ曲
ノートルダム・ミサ曲（Messe de Nostre Dame）は、14世紀フランスの作曲家兼詩人であるギヨーム・ド・マショーが作曲したミサ曲。一人の作曲家がミサ通常文を全章作曲した現存する最古の作品として、ミサ曲の中でも歴史的に重要な位置を占める楽曲である。マショーのみならず中世西洋音楽の中でも有名な楽曲であり、演奏される機会や録音も多い。
13世紀までは、個々のミサ通常文を単独に多声曲として作曲するのが普通であり、14世紀になると「トゥルネのミサ」や「バルセロナのミサ」など、通作した形の多声ミサ曲が多く作られたが、それは個々の作曲家たちによる聖歌を集めて後に通作ミサ曲の形に整えたものである。従って、この作品はこの時代の作品としては、極めて例外的な作品ということが言える。
ノートルダム（Notre-Dame）はフランス語で「我らの貴婦人」という意味で、イエス・キリストの母である聖母マリアを指す。すなわち「ノートルダム・ミサ」とは「聖母マリアのミサ」という意味である。